# 天主教三浦町教會

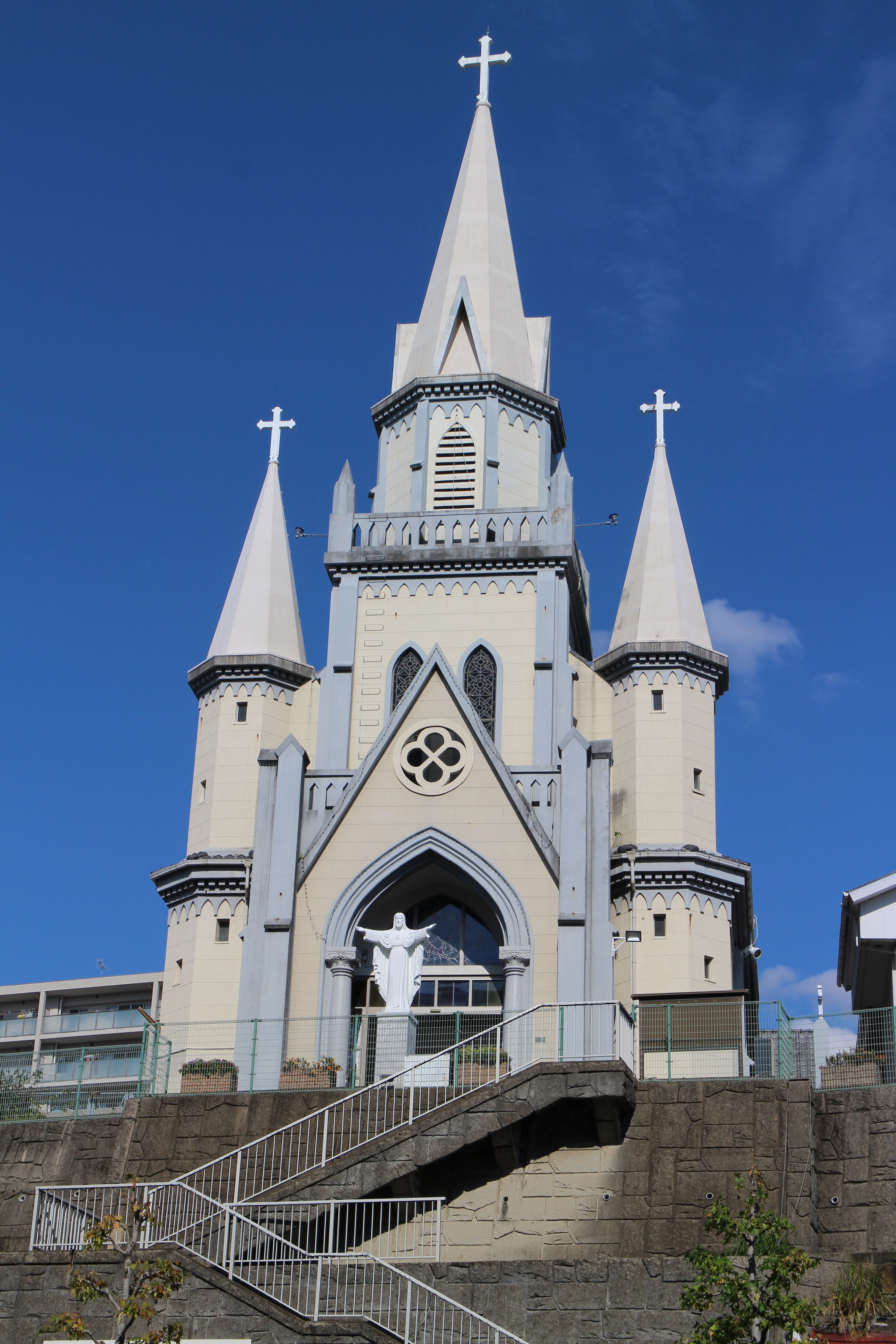

天主教三浦町教會（日语：カトリック三浦町教会、カトリックみうらちょうきょうかい）是日本長崎縣佐世保市三浦町的一座天主教教堂，也是佐世保市的地標之一，在2004年獲得第6屆佐世保市景觀設計賞。

## 外部連結
- 三浦町教会のホームページ （页面存档备份，存于）
- 聖心幼稚園 （页面存档备份，存于）